# Божидар Абрашев
Вижте пояснителната страница за други личности с името Абрашев.
Божидар Зафиров Абрашев е български композитор, политик от ПП НДСВ и министър на културата в периода 24 юли 2001 г. до 23 февруари 2005 г.

## Биография

### Произход и образование
Роден е на 28 март 1936 г. в София, България. През 1960 г. завършва композиция в Държавната музикална академия „Проф. Панчо Владигеров“.

### Професионална и политическа кариера
От 1963 до 1966 г. е диригент на оркестъра на Държавния ансамбъл за народни песни и танци „Филип Кутев“, а от 1964 г. и преподавател в Музикалната академия. Преподава дисциплините „Симфонична оркестрация“, „Инструментознание“, „Музикален анализ“, „Елементарна теория на музиката“, „Обработка на българска народна музика“. През 2001 г. става заместник-ректор на академията.
През 1990 г. придобива научното звание „професор“, а през година по-късно и научната степен „доктор на изкуствознанието“.
От 24 юли 2001 до 23 февруари 2005 г. Абрашев е министър на културата в редовното правителството на Симеон Сакскобургготски.

### Смърт
Умира от сърдечна емболия в София на 6 ноември 2006 г. Погребан е в Централните софийски гробища.